# Selemadeg Barat
Selemadeg Barat (West-Selemadeg) ist ein Distrikt (Kecamatan) im Westen des Regierungsbezirks (Kabupaten) Tabanan der indonesischen Provinz Bali. Er grenzt im Nordwesten an den Kecamatan Pekutatan (Kabupaten Jembrana), im Nordosten an den Kecamatan Pupuan und im Osten/Südosten an den Kecamatan Selemadeg. Im Südwesten bildet auf etwa sieben Kilometer Länge die Balisee eine natürliche Grenze. Selemadeg gliedert sich in elf Dörfer (Desa) und weiterhin in 73 Banjar Dinas, 37 Desa Adat sowie 82 Banjar Adat.

## Verwaltungsgliederung
| Kode          | Dorf                 | Fläche (km²) Ende 2021 | Einwohner Census 2010 | Einwohner Census 2020 | Einwohner Ende 2021 | Dichte Einw. pro km² |
| ------------- | -------------------- | ---------------------- | --------------------- | --------------------- | ------------------- | -------------------- |
| 51.02.03.2001 | Mundeh               | 14,83                  | 2.448                 | 2.738                 | 2.763               | 186,31               |
| 51.02.03.2002 | Mundeh Kangin        | 12,18                  | 1.722                 | 1.921                 | 2.065               | 169,54               |
| 51.02.03.2003 | Lalanglinggah        | 19,35                  | 3.631                 | 3.811                 | 3.852               | 199,07               |
| 51.02.03.2004 | Antosari             | 6,19                   | 1.476                 | 1.718                 | 1.831               | 295,80               |
| 51.02.03.2005 | Lumbung              | 7,19                   | 1.448                 | 1.758                 | 1.821               | 253,27               |
| 51.02.03.2006 | Lumbung Kauh         | 10,54                  | 977                   | 1.117                 | 1.159               | 109,96               |
| 51.02.03.2007 | Tiing Gading         | 4,74                   | 1.807                 | 2.001                 | 2.202               | 464,56               |
| 51.02.03.2008 | Mundeh Kauh          | 8,68                   | 1.308                 | 1.433                 | 1.452               | 167,28               |
| 51.02.03.2009 | Angkah               | 10,56                  | 1.609                 | 2.002                 | 2.112               | 200,00               |
| 51.02.03.2010 | Selabih              | 9,07                   | 1.306                 | 1.386                 | 1.457               | 160,64               |
| 51.02.03.2011 | Bengkel Sari         | 6,55                   | 1.077                 | 1.194                 | 1.224               | 186,87               |
| 51.02.03      | Kec. Selemadeg Barat | 109,88                 | 18.809                | 21.079                | 21.938              | 199,65               |
Ergebnisse aus Zählung bzw. Fortschreibung

## Bevölkerung

### Bevölkerungsentwicklung der letzten drei Halbjahre
| Datum      | Fläche (km²) | Einwohner | männlich | weiblich | Dichte (Einw./km²) | Sex Ratio (m*100/w) |
| ---------- | ------------ | --------- | -------- | -------- | ------------------ | ------------------- |
| 31.12.2020 | 109,88       | 21.854    | 10.949   | 10.905   | 198,9              | 100,4               |
| 30.06.2021 | 109,88       | 21.824    | 10.937   | 10.887   | 198,6              | 100,5               |
| 31.12.2021 | 110          | 21.938    | 10.965   | 10.973   | 199,4              | 99,9                |
Fortschreibungsergebnisse